# Giornale di strada
Il giornale di strada è una pubblicazione scritta e venduta da persone senza fissa dimora.

## Storia
In Italia i primi giornali di strada sono nati nella prima metà degli anni novanta. Rappresentano un'importante opportunità per gli esclusi e gli emarginati. Un giornale può dare voce a storie sconosciute, gettare una luce su vite che altrimenti rimarrebbero nell'ombra, e contribuire a modificare i luoghi comuni tramite cui le persone comuni considerano gli emarginati
Piazza Grande, primo giornale di strada italiano, è nato a Bologna nel 1993. Il giornale, nato all'interno del dormitorio bolognese di via Sabatucci 2, veniva scritto, impaginato dalle persone di strada.
Il giornale, oltre a veicolare i contenuti dell'esclusione sociale, rappresentava un'importante risorsa economica per le persone senza dimora. "Tendere un giornale è meglio che tendere una mano", era il motto dei fondatori. Il giornale, infatti, una volta stampato, veniva venduto nelle strade di Bologna dalle stesse persone che l'avevano scritto, e il ricavato rappresentava per loro un piccolo reddito con cui provare a ricominciare. Piazza Grande fin dall'inizio rappresentò una scommessa vinta, con varie migliaia di copie vendute ogni mese, e con i diffusori del giornale che dal 1993 sono diventati una parte integrante di Bologna. A più di dieci anni dalla fondazione, Piazza Grande continua a vendere ottomila copie ogni mese, e, come ripetono fieramente i redattori del giornale, nonostante le difficoltà non ha mai saltato un'uscita.
Dopo Piazza Grande in Italia sono nate molte esperienze simili. Tipo la Città invisible di Torino, giornale noprofit che nacque sill'impronta di Piazza Grande di Bologna. La cui redazione, scriveva i vari articoli del giornale, era composta da persone in difficoltà esperienze, brevi racconti, descrivere un mondo parallelo invisibile ai più.. Anche la redazione era composta da invisibili... Ebbe un grande successo a Torino. Che poi si agganciò a scarp da Tenis entrando a farne parte come redazione. Il problema fondamentale del giornale erano i costi, non indifferenti di pubblicazione e stampa.
La terza e ad oggi ancora completamente non profit è stata nel 1994 Scarp de' tenis, ideata da Pietro Greppi, un pubblicitario che voleva intervenire a favore dei senza dimora creando uno strumento ponte fra chi è sulla strada e chi non lo è. Dopo alcune traversie organizzative e qualche inciampo con l'editore scelto all'epoca, Greppi fa in modo che Scarp (come gli affezionati ormai chiamano il giornale)passi sotto la gestione di Caritas Ambrosiana grazie all'interessamento di Don Virginio Colmegna e Suor Claudia Biondi che all'epoca governavano la questione del disagio dei senza dimora a Milano. Esempi sono Scarp de' tenis (con diffusione nazionale), Fuori binario di Firenze e "Terre di Mezzo" a Milano, "Foglio di Via" (Foggia), "Shaker - Pensieri senza dimora" di Roma.
Nel 1994, a Glasgow, viene fondata la International Network of Street Papers con l'obiettivo di riunire e supportare i giornali di strada del mondo.